# Werckmeisterovo ladění
Werckmeister je nerovnoměrně temperované ladění, které na konci 17. století vytvořil německý hudební teoretik Andreas Werckmeister. Toto ladění bylo ve své době občas používáno jako náhrada tehdy převládajícího středotónového ladění. Na rozdíl od něj je ve Werckmeister ladění kvintový kruh uzavřen, nevyskytují se zde proto žádné vlčí intervaly a tím je umožněna hra i ve vzdálených tóninách od základního tónu. Na rozdíl od středotónového ladění, které temperuje syntonické koma, Werckmeister temperuje pythagorejské koma (stejně jako dnes používané rovnoměrně temperované ladění).
Andreas Werckmeister sestavil celkem čtyři typy ladění, která zveřejnil ve svém díle „Musikalische Temperatur“ (1691). Zde popsal i čisté ladění (pod číslem I) a středotónové ladění (pod číslem II), svá čtyři ladění označil čísly III – VI. V literatuře se používá buď původní označení „Werckmeister III – VI“, nebo „Werckmeister I – IV“. Werckmeister III (původní označení) je nejznámější a jediné, které bylo často používáno. Když se nějaké ladění označuje jako „Werckmeister“ , zpravidla se tím myslí právě toto ladění.

## Werckmeister III
V tomto ladění se pythagorejské koma rozdělí mezi kvinty C – G, G – D, D – A a H – F#. Všechny ostatní kvinty zůstávají čisté.
| Kvinta | Poměr frekvencí                                                                     | Popis                                             | Centy   |  | Kvinta      | Poměr frekvencí           | Popis        | Centy   |
| ------ | ----------------------------------------------------------------------------------- | ------------------------------------------------- | ------- |  | ----------- | ------------------------- | ------------ | ------- |
| C – G  | {\displaystyle {\frac {3}{2}}:\left({\frac {3^{12}}{2^{19}}}\right)^{\frac {1}{4}}} | kvinta zmenšená o čtvrtinu pythagorejského komatu | 696,090 |  | F# – C#     | {\displaystyle {3}:{2}\;} | čistá kvinta | 701,955 |
| G – D  | {\displaystyle {\frac {3}{2}}:\left({\frac {3^{12}}{2^{19}}}\right)^{\frac {1}{4}}} | kvinta zmenšená o čtvrtinu pythagorejského komatu | 696,090 |  | C# – G#(Ab) | {\displaystyle {3}:{2}\;} | čistá kvinta | 701,955 |
| D – A  | {\displaystyle {\frac {3}{2}}:\left({\frac {3^{12}}{2^{19}}}\right)^{\frac {1}{4}}} | kvinta zmenšená o čtvrtinu pythagorejského komatu | 696,090 |  | G#(Ab) – Eb | {\displaystyle {3}:{2}\;} | čistá kvinta | 701,955 |
| A – E  | {\displaystyle {3}:{2}\;}                                                           | čistá kvinta                                      | 701,955 |  | Eb – Bb     | {\displaystyle {3}:{2}\;} | čistá kvinta | 701,955 |
| E – H  | {\displaystyle {3}:{2}\;}                                                           | čistá kvinta                                      | 701,955 |  | Bb – F      | {\displaystyle {3}:{2}\;} | čistá kvinta | 701,955 |
| H – F# | {\displaystyle {\frac {3}{2}}:\left({\frac {3^{12}}{2^{19}}}\right)^{\frac {1}{4}}} | kvinta zmenšená o čtvrtinu pythagorejského komatu | 696,090 |  | F – C       | {\displaystyle {3}:{2}\;} | čistá kvinta | 701,955 |

Od tohoto kvintového kruhu lze odvodit všechny tóny dvanáctitónové stupnice. Mocniny čísla 2 ve výpočtu relativní frekvence nemají žádný hlubší vnitřní řád, slouží jen jako oktávové transpozice k poskládání tónů do rozmezí jedné oktávy tak, aby relativní frekvence vycházely v rozmezí 1 až 2.
| Označení tónu | Výpočet relativní frekvence | Relativní frekvence | Centy    | Interval        |
| ------------- | --- | ------------------- | -------- | --------------- |
| Eb            | {\displaystyle {\frac {32}{27}}} | 1,185185185         | 294,135  | malá tercie     |
| Bb            | {\displaystyle {\frac {8}{9}}\cdot {\frac {2}{1}}={\frac {16}{9}}}                                                                                 | 1,777777778         | 996,090  | malá septima    |
| F             | {\displaystyle {\frac {2}{3}}\cdot {\frac {2}{1}}={\frac {4}{3}}}                                                                                  | 1,333333333         | 498,045  | kvarta          |
| C             | {\displaystyle {\frac {1}{1}}=1} | 1                   | 0        | prima           |
| G             | {\displaystyle {\frac {3}{2}}:\left({\frac {3^{12}}{2^{19}}}\right)^{\frac {1}{4}}={\frac {8\cdot {\sqrt[{4}]{8}}}{9}}}                            | 1,49492696          | 696,090  | kvinta          |
| D             | {\displaystyle {\frac {9}{4}}\cdot {\frac {1}{2}}:\left({\frac {3^{12}}{2^{19}}}\right)^{\frac {2}{4}}={\frac {64{\sqrt {2}}}{81}}}                | 1,117403309         | 192,180  | velká sekunda   |
| A             | {\displaystyle {\frac {27}{16}}:\left({\frac {3^{12}}{2^{19}}}\right)^{\frac {3}{4}}={\frac {1024\cdot {\sqrt[{4}]{2}}}{729}}}                     | 1,670436332         | 888,270  | velká sexta     |
| E             | {\displaystyle {\frac {512\cdot {\sqrt[{4}]{2}}}{243}}\cdot {\frac {1}{2}}={\frac {256\cdot {\sqrt[{4}]{2}}}{243}}}                                | 1,252827249         | 390,225  | velká tercie    |
| H             | {\displaystyle {\frac {128\cdot {\sqrt[{4}]{2}}}{81}}}                                                                                             | 1,879240873         | 1092,180 | velká septima   |
| F#            | {\displaystyle {\frac {64\cdot {\sqrt[{4}]{2}}}{27}}\cdot {\frac {1}{2}}:\left({\frac {3^{12}}{2^{19}}}\right)^{\frac {1}{4}}={\frac {1024}{729}}} | 1,404663923         | 588,270  | zvětšená kvarta |
| C#            | {\displaystyle {\frac {512}{243}}\cdot {\frac {1}{2}}={\frac {256}{243}}}                                                                          | 1,053497942         | 90,225   | zvětšená prima  |
| G#            | {\displaystyle {\frac {128}{81}}} | 1,580246914         | 792,180  | zvětšená kvinta |

V tomto ladění se nevyskytuje žádná čistá velká tercie, nejbližší jsou jí tercie C – E a F – A (390,225 centů). Tercie F# – Bb, C# – F a G# – C jsou pythagorejské velké tercie s poměrem frekvencí 81:64 (407,820 centů).

## Werckmeister III - modifikovaná forma
Toto ladění není obsahem výše uvedeného teoretického spisku Andrease Werckmeistera,
ale spíše důsledkem toho, jak bylo toto ladění aplikováno ve varhanářské praxi. Jak bylo zmíněno výše,
prakticky nejširšího uplatnění nalezlo právě Werckmeisterovo ladění číslo III, avšak nikoli jeho původní
teoretický postup, ale jeho modifikovaná forma.
Prakticky bylo totiž dosti obtížné dosáhnout naladění kvinty snížené o čtvrtinu pythagorejského komma (v době baroka – bez tabulek, logaritmického pravítka či počítače).
Varhanáři ovšem v té době byli již po několik generací zvyklí ladit středotónově
a proto na místě Werckmeisterových kvint (užších o 1/4 pythagorejského komma) užili - možná nevědomky -
kvint středotónových (užších o 1/4 syntonického komma). Velkého odchýlení se přitom nedopustili;
uvědomíme-li si, že pythagorejské komma obnáší přibližně 23,5 centu, zatímco syntonické komma pouze 21,5 centu,
pak rozdíl mezi oběma komaty činí pouhé 2 centy, což rozděleno na čtvrtiny obnáší půl centu – čili odchylka lidským uchem prakticky nepostižitelná.
Tato zřejmě nevědomá záměna pythagorejského kommatu za syntonické měla ovšem významný důsledek pro ladičskou praxi.
Není těžké si představit, že přivést teoretické ladění Werckmeisterovo do praxe bylo prakticky velmi obtížné:
znamenalo by to ladit v kvintovém kruhu a přitom střídat čisté kvinty s Werckmeisterovými a po dvanácti tónech
se „trefit“ do výchozího tónu. Naproti tomu při použití středotónových kvint na místě Werckmeisterových umožnilo
použít již nacvičené postupy ladění středotónového. Přitom se postupovalo přibližně následovně:
Podobně jako při středotónovém ladění se naladila nejdříve čistě velká tercie F-A.
Tato tercie se potom obvyklým způsobem rozdělila na čtyři středotónové kvinty F-C, C-G, G-D a D-A.
A nyní - pozor - se středotónová kvinta F-C zpětně přeladila na čistou kvintu F-C, jak to požadoval Werckmeister.
Další spodní kvinty B-F, D#-B, G#-D#,G#-C# a F#-C# se již jednoduše ladily čistě. Rovněž tak se čistě naladily
horní kvinty A-E a E-H. Po tomto postupu, byl-li proveden správně, na konci zbyla kvinta H-F#, která
byla ještě o něco (teoreticky o rozdíl pythagorejského a syntonického kommatu, tedy o cca 2 centy) užší
než původní Werckmeisterova kvinta, tedy byla ještě o něco více rozladěná na rozdíl od čisté (cca o 6 centů),
ale v žádném případě se nejednalo o vlčí interval.

## Werckmeister IV
V tomto ladění se kvinty C – G, D – A, E – H, F# – C# a Bb – F sníží o třetinu pythagorejského komatu, kvinty G# – Eb a Eb – Bb se naopak zvýší o třetinu pythagorejského komatu. Zbylé kvinty zůstávají čisté.
| Kvinta | Poměr frekvencí                                                                     | Popis                                            | Centy   |  | Kvinta      | Poměr frekvencí                                                                          | Popis                                            | Centy   |
| ------ | ----------------------------------------------------------------------------------- | ------------------------------------------------ | ------- |  | ----------- | ---------------------------------------------------------------------------------------- | ------------------------------------------------ | ------- |
| C – G  | {\displaystyle {\frac {3}{2}}:\left({\frac {3^{12}}{2^{19}}}\right)^{\frac {1}{3}}} | kvinta zmenšená o třetinu pythagorejského komatu | 694,135 |  | F# – C#     | {\displaystyle {\frac {3}{2}}:\left({\frac {3^{12}}{2^{19}}}\right)^{\frac {1}{3}}}      | kvinta zmenšená o třetinu pythagorejského komatu | 694,135 |
| G – D  | {\displaystyle {3}:{2}\;}                                                           | čistá kvinta                                     | 701,955 |  | C# – G#(Ab) | {\displaystyle {3}:{2}\;}                                                                | čistá kvinta                                     | 701,955 |
| D – A  | {\displaystyle {\frac {3}{2}}:\left({\frac {3^{12}}{2^{19}}}\right)^{\frac {1}{3}}} | kvinta zmenšená o třetinu pythagorejského komatu | 694,135 |  | G#(Ab) – Eb | {\displaystyle {\frac {3}{2}}\cdot \left({\frac {3^{12}}{2^{19}}}\right)^{\frac {1}{3}}} | kvinta zvětšená o třetinu pythagorejského komatu | 709,775 |
| A – E  | {\displaystyle {3}:{2}\;}                                                           | čistá kvinta                                     | 701,955 |  | Eb – Bb     | {\displaystyle {\frac {3}{2}}\cdot \left({\frac {3^{12}}{2^{19}}}\right)^{\frac {1}{3}}} | kvinta zvětšená o třetinu pythagorejského komatu | 709,775 |
| E – H  | {\displaystyle {\frac {3}{2}}:\left({\frac {3^{12}}{2^{19}}}\right)^{\frac {1}{3}}} | kvinta zmenšená o třetinu pythagorejského komatu | 694,135 |  | Bb – F      | {\displaystyle {\frac {3}{2}}:\left({\frac {3^{12}}{2^{19}}}\right)^{\frac {1}{3}}}      | kvinta zmenšená o třetinu pythagorejského komatu | 694,135 |
| H – F# | {\displaystyle {3}:{2}\;}                                                           | čistá kvinta                                     | 701,955 |  | F – C       | {\displaystyle {3}:{2}\;}                                                                | čistá kvinta                                     | 701,955 |

Od tohoto kvintového kruhu lze odvodit všechny tóny dvanáctitónové stupnice. Mocniny čísla 2 ve výpočtu relativní frekvence nemají žádný hlubší vnitřní řád, slouží jen jako oktávové transpozice k poskládání tónů do rozmezí jedné oktávy tak, aby relativní frekvence vycházely v rozmezí 1 až 2.
| Označení tónu | Výpočet relativní frekvence | Relativní frekvence | Centy    | Interval        |
| ------------- | --- | ------------------- | -------- | --------------- |
| Eb            | {\displaystyle {\frac {18}{12\cdot {\sqrt[{3}]{2}}}}:\left({\frac {3^{12}}{2^{19}}}\right)^{\frac {1}{3}}={\frac {32}{27}}}                             | 1,185185185         | 294,135  | malá tercie     |
| Bb            | {\displaystyle {\frac {8}{9}}\cdot {\frac {2}{1}}\cdot \left({\frac {3^{12}}{2^{19}}}\right)^{\frac {1}{3}}={\frac {9}{4\cdot {\sqrt[{3}]{2}}}}}        | 1,785826183         | 1003,910 | malá septima    |
| F             | {\displaystyle {\frac {2}{3}}\cdot {\frac {2}{1}}={\frac {4}{3}}}                                                                                       | 1,333333333         | 498,045  | kvarta          |
| C             | {\displaystyle {\frac {1}{1}}=1} | 1                   | 0        | prima           |
| G             | {\displaystyle {\frac {3}{2}}:\left({\frac {3^{12}}{2^{19}}}\right)^{\frac {1}{3}}={\frac {32\cdot {\sqrt[{3}]{2}}}{27}}}                               | 1,493239763         | 694,135  | kvinta          |
| D             | {\displaystyle {\frac {16\cdot {\sqrt[{3}]{2}}}{9}}\cdot {\frac {1}{2}}={\frac {8\cdot {\sqrt[{3}]{2}}}{9}}}                                            | 1,119929822         | 196,090  | velká sekunda   |
| A             | {\displaystyle {\frac {4\cdot {\sqrt[{3}]{2}}}{3}}:\left({\frac {3^{12}}{2^{19}}}\right)^{\frac {1}{3}}={\frac {256\cdot {\sqrt[{3}]{4}}}{243}}}        | 1,672323742         | 890,225  | velká sexta     |
| E             | {\displaystyle {\frac {128\cdot {\sqrt[{3}]{4}}}{81}}\cdot {\frac {1}{2}}={\frac {64\cdot {\sqrt[{3}]{4}}}{81}}}                                        | 1,254242806         | 392,180  | velká tercie    |
| H             | {\displaystyle {\frac {32\cdot {\sqrt[{3}]{4}}}{27}}:\left({\frac {3^{12}}{2^{19}}}\right)^{\frac {1}{3}}={\frac {4096}{2187}}}                         | 1,872885231         | 1086,315 | velká septima   |
| F#            | {\displaystyle {\frac {2048}{729}}\cdot {\frac {1}{2}}={\frac {1024}{729}}}                                                                             | 1,404663923         | 588,270  | zvětšená kvarta |
| C#            | {\displaystyle {\frac {512}{234}}\cdot {\frac {1}{2}}:\left({\frac {3^{12}}{2^{19}}}\right)^{\frac {1}{3}}={\frac {16384\cdot {\sqrt[{3}]{2}}}{19683}}} | 1,048750012         | 82,405   | zvětšená prima  |
| G#            | {\displaystyle {\frac {8192\cdot {\sqrt[{3}]{2}}}{6561}}}                                                                                               | 1,573125018         | 784,360  | zvětšená kvinta |

V tomto ladění se nevyskytuje žádná čistá velká tercie, nejbližší jsou jí tercie C – E, G – H, D – A, E – G#, Bb – D a F – A (392,18 centů). V tomto ladění se sice objevuje jen jedna velká pythagorejská tercie H – Eb (407,82 centů), ale také ještě disonantnější velké tercie F# – Bb, C# – F a Ab – C (415,64 centů).

## Werckmeister V
V tomto ladění se kvinty D – A, A – E, F# – C#, C# – G# a F – C sníží o čtvrtinu pythagorejského komatu, kvinta Ab – Eb se naopak zvýší o čtvrtinu pythagorejského komatu. Ostatní kvinty zůstávají čisté.
| Kvinta | Poměr frekvencí                                                                     | Popis                                             | Centy   |  | Kvinta      | Poměr frekvencí                                                                          | Popis                                             | Centy   |
| ------ | ----------------------------------------------------------------------------------- | ------------------------------------------------- | ------- |  | ----------- | ---------------------------------------------------------------------------------------- | ------------------------------------------------- | ------- |
| C – G  | {\displaystyle {3}:{2}\;}                                                           | čistá kvinta                                      | 701,955 |  | F# – C#     | {\displaystyle {\frac {3}{2}}:\left({\frac {3^{12}}{2^{19}}}\right)^{\frac {1}{4}}}      | kvinta zmenšená o čtvrtinu pythagorejského komatu | 696,090 |
| G – D  | {\displaystyle {3}:{2}\;}                                                           | čistá kvinta                                      | 701,955 |  | C# – G#(Ab) | {\displaystyle {\frac {3}{2}}:\left({\frac {3^{12}}{2^{19}}}\right)^{\frac {1}{4}}}      | kvinta zmenšená o čtvrtinu pythagorejského komatu | 696,090 |
| D – A  | {\displaystyle {\frac {3}{2}}:\left({\frac {3^{12}}{2^{19}}}\right)^{\frac {1}{4}}} | kvinta zmenšená o čtvrtinu pythagorejského komatu | 696,090 |  | G#(Ab) – Eb | {\displaystyle {\frac {3}{2}}\cdot \left({\frac {3^{12}}{2^{19}}}\right)^{\frac {1}{4}}} | kvinta zvětšená o čtvrtinu pythagorejského komatu | 707,820 |
| A – E  | {\displaystyle {\frac {3}{2}}:\left({\frac {3^{12}}{2^{19}}}\right)^{\frac {1}{4}}} | kvinta zmenšená o čtvrtinu pythagorejského komatu | 696,090 |  | Eb – Bb     | {\displaystyle {3}:{2}\;}                                                                | čistá kvinta                                      | 701,955 |
| E – H  | {\displaystyle {3}:{2}\;}                                                           | čistá kvinta                                      | 701,955 |  | Bb – F      | {\displaystyle {3}:{2}\;}                                                                | čistá kvinta                                      | 701,955 |
| H – F# | {\displaystyle {3}:{2}\;}                                                           | čistá kvinta                                      | 701,955 |  | F – C       | {\displaystyle {\frac {3}{2}}:\left({\frac {3^{12}}{2^{19}}}\right)^{\frac {1}{4}}}      | kvinta zmenšená o čtvrtinu pythagorejského komatu | 696,090 |

Od tohoto kvintového kruhu lze odvodit všechny tóny dvanáctitónové stupnice. Mocniny čísla 2 ve výpočtu relativní frekvence nemají žádný hlubší vnitřní řád, slouží jen jako oktávové transpozice k poskládání tónů do rozmezí jedné oktávy tak, aby relativní frekvence vycházely v rozmezí 1 až 2.
| Označení tónu | Výpočet relativní frekvence | Relativní frekvence | Centy    | Interval        |
| ------------- | --- | ------------------- | -------- | --------------- |
| Eb            | {\displaystyle {\frac {2}{\sqrt[{4}]{8}}}} | 1,189207115         | 300,000  | malá tercie     |
| Bb            | {\displaystyle {\frac {3}{2\cdot {\sqrt[{4}]{8}}}}\cdot {\frac {2}{1}}={\frac {3}{\sqrt[{4}]{8}}}}                                                           | 1,783810673         | 1001,955 | malá septima    |
| F             | {\displaystyle {\frac {2}{3}}\cdot {\frac {2}{1}}\cdot \left({\frac {3^{12}}{2^{19}}}\right)^{\frac {1}{4}}={\frac {9}{4\cdot {\sqrt[{4}]{8}}}}}             | 1,337858004         | 503,910  | kvarta          |
| C             | {\displaystyle {\frac {1}{1}}=1} | 1                   | 0        | prima           |
| G             | {\displaystyle {\frac {3}{2}}} | 1,5                 | 701,955  | kvinta          |
| D             | {\displaystyle {\frac {9}{4}}\cdot {\frac {1}{2}}={\frac {9}{8}}}                                                                                            | 1,125               | 203,910  | velká sekunda   |
| A             | {\displaystyle {\frac {27}{16}}:\left({\frac {3^{12}}{2^{19}}}\right)^{\frac {1}{4}}={\sqrt[{4}]{8}}}                                                        | 1,681792831         | 900,000  | velká sexta     |
| E             | {\displaystyle {\frac {81}{32}}\cdot {\frac {1}{2}}:\left({\frac {3^{12}}{2^{19}}}\right)^{\frac {2}{4}}={\frac {8\cdot {\sqrt {2}}}{9}}}                    | 1,257078722         | 396,090  | velká tercie    |
| H             | {\displaystyle {\frac {4\cdot {\sqrt {2}}}{3}}} | 1,885618083         | 1098,045 | velká septima   |
| F#            | {\displaystyle 2\cdot {\sqrt {2}}\cdot {\frac {1}{2}}={\sqrt {2}}}                                                                                           | 1,414213562         | 600,000  | zvětšená kvarta |
| C#            | {\displaystyle {\frac {3\cdot {\sqrt {2}}}{2}}\cdot {\frac {1}{2}}:\left({\frac {3^{12}}{2^{19}}}\right)^{\frac {1}{4}}={\frac {8\cdot {\sqrt[{4}]{2}}}{9}}} | 1,057072991         | 96,090   | zvětšená prima  |
| G#            | {\displaystyle {\frac {4\cdot {\sqrt[{4}]{2}}}{3}}:\left({\frac {3^{12}}{2^{19}}}\right)^{\frac {1}{4}}={\frac {128}{81}}}                                   | 1,580246914         | 792,180  | zvětšená kvinta |

V tomto ladění se nevyskytuje žádná čistá velká tercie, nejbližší jsou jí tercie C – E, G – H, D – F#, A – C#, E – G# a F – A (396,09 centů), tercie H – Eb, F# – Bb, Eb – G a Bb – D mají 401,955 centů, tercie C# – F a Ab – C jsou pythagorejské velké tercie (407,820 centů).

## Werckmeister VI
V tomto ladění se kvinty C – G, H – F# a Bb – F sníží o 1/7 pythagorejského komatu, kvinta G – D se sníží o 4/7 pythagorejského komatu a kvinta F# – C# se sníží o 2/7 pythagorejského komatu. Kvinty D – A a Ab – Eb se zvýší o 1/7 pythagorejského komatu, ostatní kvinty zůstávají čisté.
| Kvinta | Poměr frekvencí                                                                          | Popis                                        | Centy   |  | Kvinta      | Poměr frekvencí                                                                          | Popis                                        | Centy   |
| ------ | ---------------------------------------------------------------------------------------- | -------------------------------------------- | ------- |  | ----------- | ---------------------------------------------------------------------------------------- | -------------------------------------------- | ------- |
| C – G  | {\displaystyle {\frac {3}{2}}:\left({\frac {3^{12}}{2^{19}}}\right)^{\frac {1}{7}}}      | kvinta zmenšená o 1/7 pythagorejského komatu | 698,604 |  | F# – C#     | {\displaystyle {\frac {3}{2}}:\left({\frac {3^{12}}{2^{19}}}\right)^{\frac {2}{7}}}      | kvinta zmenšená o 2/7 pythagorejského komatu | 695,252 |
| G – D  | {\displaystyle {\frac {3}{2}}:\left({\frac {3^{12}}{2^{19}}}\right)^{\frac {4}{7}}}      | kvinta zmenšená o 4/7 pythagorejského komatu | 688,550 |  | C# – G#(Ab) | {\displaystyle {3}:{2}\;}                                                                | čistá kvinta                                 | 701,955 |
| D – A  | {\displaystyle {\frac {3}{2}}\cdot \left({\frac {3^{12}}{2^{19}}}\right)^{\frac {1}{7}}} | kvinta zvětšená o 1/7 pythagorejského komatu | 705,306 |  | G#(Ab) – Eb | {\displaystyle {\frac {3}{2}}\cdot \left({\frac {3^{12}}{2^{19}}}\right)^{\frac {1}{7}}} | kvinta zvětšená o 1/7 pythagorejského komatu | 705,306 |
| A – E  | {\displaystyle {3}:{2}\;}                                                                | čistá kvinta                                 | 701,955 |  | Eb – Bb     | {\displaystyle {3}:{2}\;}                                                                | čistá kvinta                                 | 701,955 |
| E – H  | {\displaystyle {3}:{2}\;}                                                                | čistá kvinta                                 | 701,955 |  | Bb – F      | {\displaystyle {\frac {3}{2}}:\left({\frac {3^{12}}{2^{19}}}\right)^{\frac {1}{7}}}      | kvinta zmenšená o 1/7 pythagorejského komatu | 698,604 |
| H – F# | {\displaystyle {\frac {3}{2}}:\left({\frac {3^{12}}{2^{19}}}\right)^{\frac {1}{7}}}      | kvinta zmenšená o 1/7 pythagorejského komatu | 698,604 |  | F – C       | {\displaystyle {3}:{2}\;}                                                                | čistá kvinta                                 | 701,955 |

Od tohoto kvintového kruhu lze odvodit všechny tóny dvanáctitónové stupnice. Mocniny čísla 2 ve výpočtu relativní frekvence nemají žádný hlubší vnitřní řád, slouží jen jako oktávové transpozice k poskládání tónů do rozmezí jedné oktávy tak, aby relativní frekvence vycházely v rozmezí 1 až 2.
| Označení tónu | Výpočet relativní frekvence | Relativní frekvence | Centy    | Interval        |
| ------------- | --- | ------------------- | -------- | --------------- |
| Eb            | {\displaystyle {\frac {8\cdot {\sqrt[{7}]{243}}}{9\cdot {\sqrt[{7}]{32}}}}} | 1,187481762         | 297,486  | malá tercie     |
| Bb            | {\displaystyle {\frac {8}{9}}\cdot {\frac {2}{1}}\cdot \left({\frac {3^{12}}{2^{19}}}\right)^{\frac {1}{7}}={\frac {4\cdot {\sqrt[{7}]{243}}}{3\cdot {\sqrt[{7}]{32}}}}}                                      | 1,781222643         | 999,441  | malá septima    |
| F             | {\displaystyle {\frac {2}{3}}\cdot {\frac {2}{1}}={\frac {4}{3}}} | 1,333333333         | 498,045  | kvarta          |
| C             | {\displaystyle {\frac {1}{1}}=1} | 1                   | 0        | prima           |
| G             | {\displaystyle {\frac {3}{2}}:\left({\frac {3^{12}}{2^{19}}}\right)^{\frac {1}{7}}={\frac {2\cdot {\sqrt[{7}]{32}}}{\sqrt[{7}]{243}}}}                                                                        | 1,497099016         | 698,604  | kvinta          |
| D             | {\displaystyle {\frac {3\cdot {\sqrt[{7}]{32}}}{\sqrt[{7}]{243}}}\cdot {\frac {1}{2}}:\left({\frac {3^{12}}{2^{19}}}\right)^{\frac {4}{7}}={\frac {1024\cdot {\sqrt[{7}]{16}}}{729\cdot {\sqrt[{7}]{81}}}}}   | 1,114163307         | 187,153  | velká sekunda   |
| A             | {\displaystyle {\frac {512\cdot {\sqrt[{7}]{16}}}{243\cdot {\sqrt[{7}]{81}}}}\cdot \left({\frac {3^{12}}{2^{19}}}\right)^{\frac {1}{7}}={\frac {128\cdot {\sqrt[{7}]{3}}}{81\cdot {\sqrt[{7}]{2}}}}}          | 1,674483394         | 892,459  | velká sexta     |
| E             | {\displaystyle {\frac {64\cdot {\sqrt[{7}]{3}}}{27\cdot {\sqrt[{7}]{2}}}}\cdot {\frac {1}{2}}={\frac {32\cdot {\sqrt[{7}]{3}}}{27\cdot {\sqrt[{7}]{2}}}}}                                                     | 1,255862545         | 394,414  | velká tercie    |
| H             | {\displaystyle {\frac {16\cdot {\sqrt[{7}]{3}}}{9\cdot {\sqrt[{7}]{2}}}}} | 1,883793818         | 1096,369 | velká septima   |
| F#            | {\displaystyle {\frac {8\cdot {\sqrt[{7}]{3}}}{3\cdot {\sqrt[{7}]{2}}}}\cdot {\frac {1}{2}}:\left({\frac {3^{12}}{2^{19}}}\right)^{\frac {1}{7}}={\frac {16\cdot {\sqrt[{7}]{16}}}{9\cdot {\sqrt[{7}]{81}}}}} | 1,410112936         | 594,973  | zvětšená kvarta |
| C#            | {\displaystyle {\frac {8\cdot {\sqrt[{7}]{16}}}{3\cdot {\sqrt[{7}]{81}}}}\cdot {\frac {1}{2}}:\left({\frac {3^{12}}{2^{19}}}\right)^{\frac {2}{7}}={\frac {256}{243}}}                                        | 1,053497942         | 90,225   | zvětšená prima  |
| G#            | {\displaystyle {\frac {128}{81}}} | 1,580246914         | 792,180  | zvětšená kvinta |

Nejblíže čistým velkým terciím jsou v tomto ladění tercie C – E a F – A (394,414 centů), nejširší jsou pythagorejské velké tercie C# – F, Ab – C a D – F# (407,820 centů). Hodnoty ostatních velkých tercií se pohybují mezi těmito dvěma hodnotami.